# 土曜ドラマ24
『土曜ドラマ24』（どようドラマトゥウェンティーフォー）は、2016年4月10日から2018年4月1日まで毎週日曜日 0:20 - 0:50（土曜日深夜）にテレビ東京系列で放送されていた連続ドラマ枠である。

## 作品

### 2016年
- 昼のセント酒（4月10日 - 6月26日、原作：久住昌之・和泉晴紀、主演：戸次重幸）[1]
- 徳山大五郎を誰が殺したか?（7月17日 - 10月2日、原作：秋元康、主演：欅坂46）[2]
- 潜入捜査アイドル・刑事ダンス（10月9日 - 12月25日、主演：中村蒼）[3]

### 2017年
- 銀と金（1月8日 - 3月26日、原作：福本伸行、主演：池松壮亮）[4]
- マッサージ探偵ジョー（4月9日 - 7月2日、主演：中丸雄一）[5]
- 居酒屋ふじ（7月9日 - 9月24日、原作：栗山圭介、主演：永山絢斗・大森南朋）
- フリンジマン〜愛人の作り方教えます〜（10月8日 - 12月24日、原作：青木U平、主演：板尾創路）

### 2018年
- 電影少女 -VIDEO GIRL AI 2018-（1月14日 - 4月1日、原作：桂正和、主演：西野七瀬・野村周平）

## ネット局
テレビ東京系列全局：日曜 0:20 - 0:50（土曜深夜）。全作品が同時ネット。
- 関東広域圏：テレビ東京（制作局）
- 北海道：テレビ北海道
- 愛知県：テレビ愛知
- 大阪府：テレビ大阪
- 岡山県・香川県：テレビせとうち
- 福岡県：TVQ九州放送

### ネット配信
- Amazon Prime Videoで独占先行配信されていた[6]。独占先行配信終了後は、他社の配信サービスで再配信される場合[7]がある。